# Sarabjot Singh
Sarabjot Singh (Hindi सरबजोत सिंह; * 30. September 2001 in Ambala) ist ein indischer Sportschütze.

## Erfolge
Sarabjot Singh gelang 2019 bei den Erwachsenen sein erster großer Erfolg, als er im Mixed mit der Luftpistole die Goldmedaille bei den Asienmeisterschaften in Doha gewann. Darüber hinaus belegte er mit der Luftpistolen-Mannschaft den dritten Platz. In diesen beiden Disziplinen wurde er 2021 in Lima jeweils Junioren-Weltmeister. 2023 erreichte er in Changwon bei den Asienmeisterschaften mit der Luftpistole im Einzelwettbewerb den dritten Rang. Bei den 2023 ausgetragenen Asienspielen 2022 in Hangzhou folgte im Mannschaftswettkampf mit der Luftpistole eine Goldmedaille und im Mixed mit Divya T. S. eine Silbermedaille. In der Weltcupsaison 2023 gewann er die Einzelkonkurrenz in Bhopal und das Mixed in Baku.
Bei den Olympischen Spielen 2024 in Paris startete Singh in zwei Konkurrenzen mit der Luftpistole. Im Einzelwettbewerb verpasste er als Neunter mit 577 Punkten knapp das Finale der besten acht Schützen. Erfolgreicher verlief hingegen der Wettkampf im Mixed für ihn. An der Seite von Manu Bhaker erzielte er in der Qualifikation 580 Punkte. Damit zogen die beiden ins Duell um die Bronzemedaille ein, in dem sie die Südkoreaner Oh Ye-jin und Lee Won-ho mit 16:10 besiegten.
Zu Jahresbeginn 2025 erhielt er für seine sportlichen Erfolge den Arjuna Award.